# Гривна (прикраса)

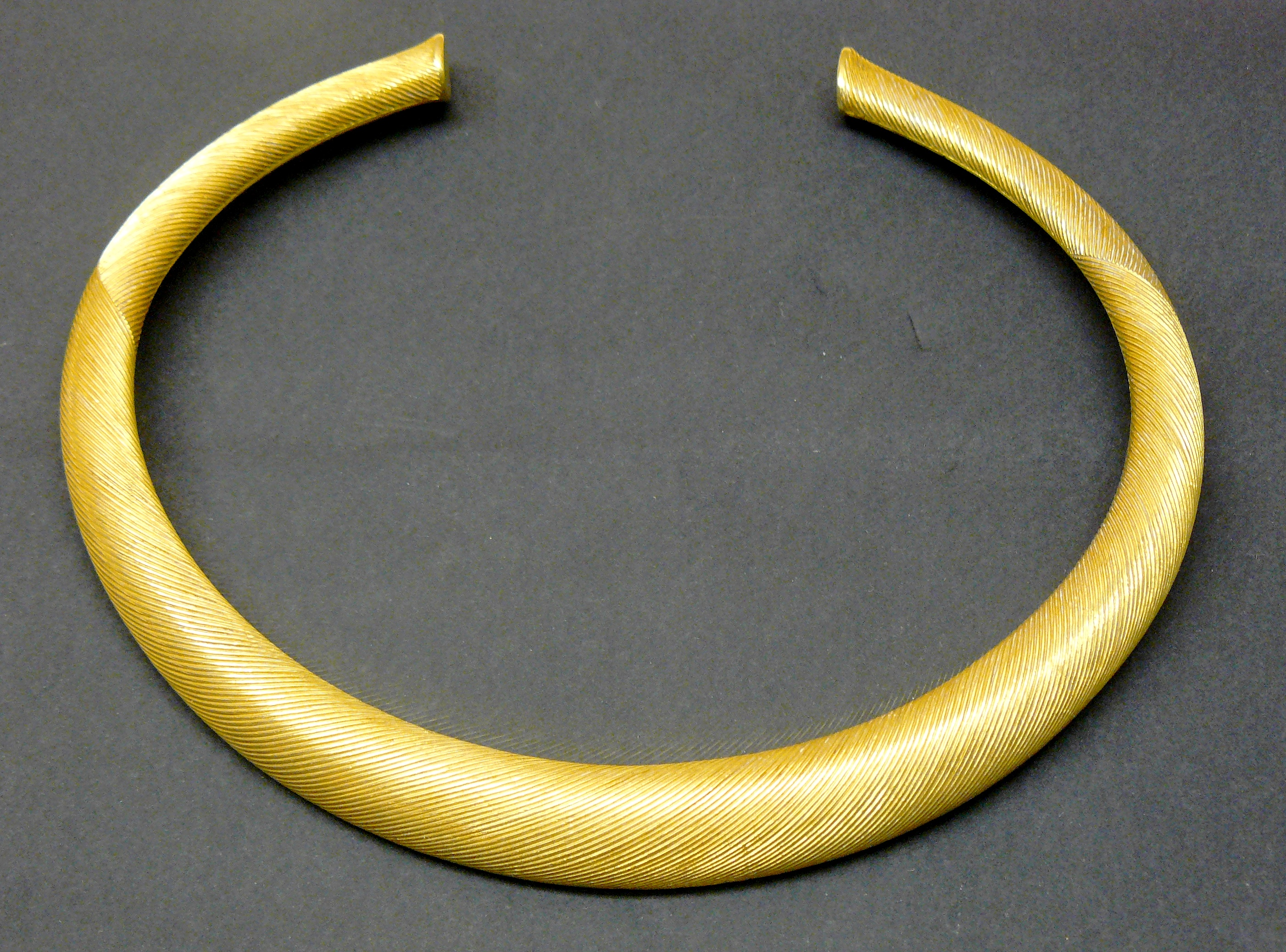
Золота гривна 1000—1200 до н. е.

Гри́вна (прасл. *grivьna < *griva — «грива», «шия») або то́рквес (лат. torques, torquis) — нашийна прикраса, що мала форму гладкого, або витого обруча із дорогоцінного металу. Гривни відомі ще в Стародавньому світі; у Стародавньому Римі вони були одною з військових нагород. В історичний період до Київської Русі, найчастіше із золота, пізніше — зі срібла. У Київській Русі гривну використовували як грошову одиницю, звідси походить і назва сучасної української валюти — гривня.
У Стародавньому Римі нашийні гривни (torques) слугували військовою відзнакою.